# Benguela-Velha

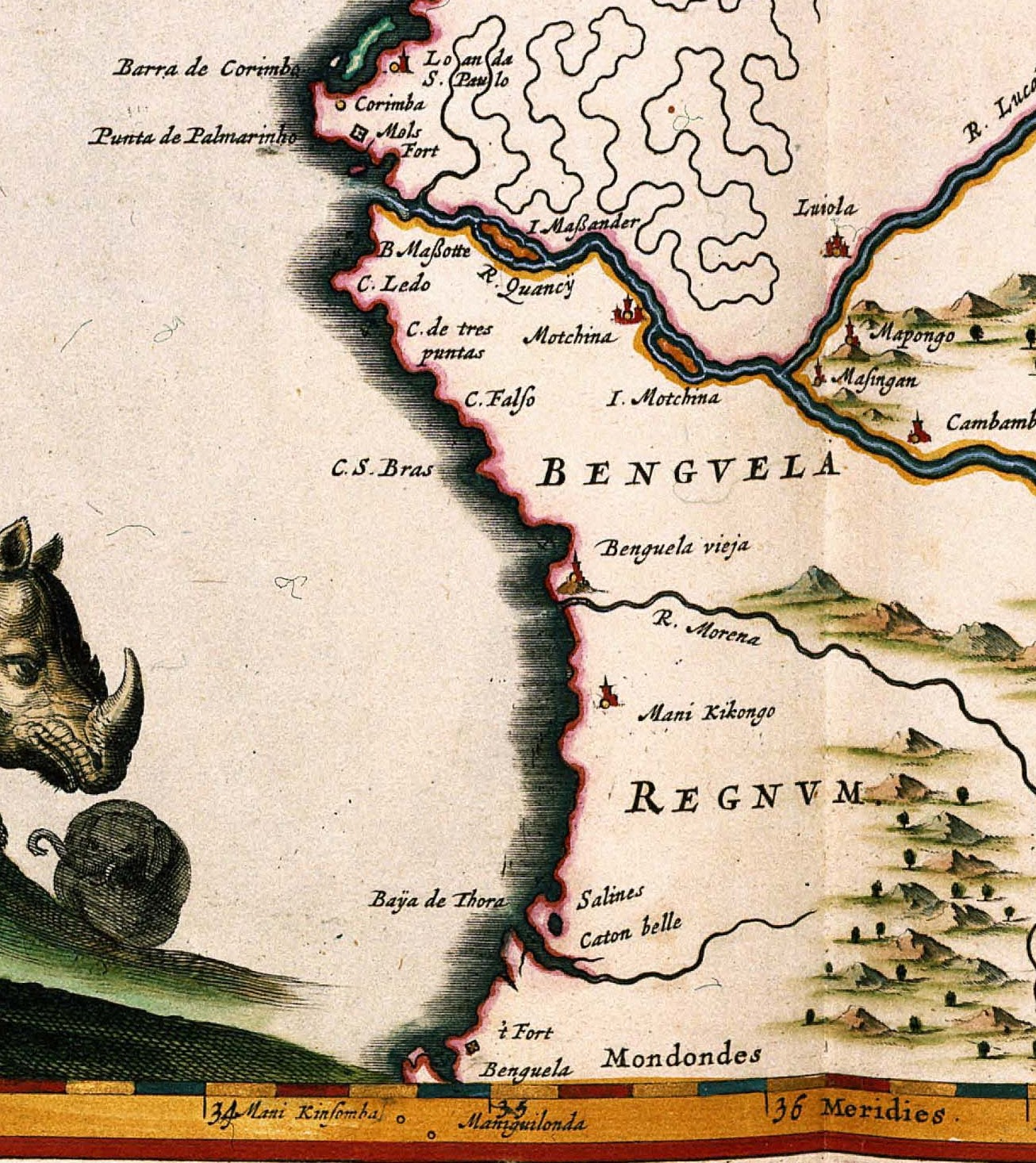
Pormenor do Atlas Van der Hagen de 1662, mostrando a localização de Benguela-Velha no Reino de Benguela

Benguela-a-Velha ou Benguela-Velha é a zona mais ocidental da cidade de Porto Amboim, localizada no promontório do Quissonde, no extremo sul da baía do Quissonde. Nesta zona-bairro assenta-se o porto do Cuanza Sul.
No passado designava uma antiga colónia portuguesa e porto de Angola que foi totalmente absorvido por Porto Amboim.

## Histórico
O navegador Diogo Cão terá sido provavelmente o primeiro português a visitar a região entre Benguela-Velha e Benguela, em 1483. Ao explorar a foz do rio Catumbela e uma baía que lhe ficava a sul, provavelmente Benguela ou Farta, deu-lhe o nome de Santa Maria. No entanto, os exploradores que se foram sucedendo na exploração daquela região costeira não reconheciam necessariamente os lugares visitados pelos seus predecessores, atribuindo-lhes novos nomes, e tornando complicada a identificação dos lugares mencionados em documentos históricos.
O nome de Benguela Velha remonta a 1559, ano em que Paulo Dias de Novais, neto do navegador Bartolomeu Dias, foi escolhido pela Rainha D. Catarina para dar início à ocupação do Reino de Angola e do Reino de Benguela Em 1574, quando o Rei D. Henrique atribuiu a Dias de Novais a capitania de Angola, esperava plenamente novas expedições a Benguela-Velha. Na qualidade de capitão, Dias de Novais detinha jurisdição total sobre as minas locais e impostos, assim como privilégios sobre o comércio e quaisquer recursos naturais, como especiarias e minério. Assim que chegou a Luanda, Dias de Novais mandou a Benguela-Velha o sobrinho, Lopes Peixoto, incumbido da missão de encontrar jazidas de ouro e prata, assim como para continuar as parcerias comerciais iniciadas por Henrique Pais. Embora Peixoto não tenha encontrado as minas, a sua missão foi bem sucedida, uma vez que conseguiu fazer trocas comerciais "com pagãos obtendo provisões, vacas, verduras, escravos, marfim, e anéis e pulseiras feitos de cobre". Lopes Peixoto estabeleceu relações comerciais e iniciou a construção de uma fortaleza temporária para proteger os setenta soldados sob o seu comando, terminada em 1587.
A partir de 1578, deu-se a fixação portuguesa na nova colónia, marcando o início da exploração da região sul de Angola.
Em 1586, como resultado da cooperação comercial, o governante identificado como rei de Benguela requereu "amizade" e submissão ao Rei de Portugal, pedido provavelmente relacionado com a competição em curso com o Estado de Dongo, situado a norte. O Padre Diogo da Costa, que visitou a região, descreve o rei de Benguela como "[homem] muito compreensivo, controlando um reino com uma riqueza mineral extrema". No entanto, enquanto o rei via os portugueses como parceiros comerciais iguais, Lopes Peixoto encarou a aliança como uma subjugação. Este diferente entendimento das alianças políticas e comerciais levou a uma série de conflitos entre forças africanas e portugueses através dos séculos. O rei de Benguela não percebera que ao assinar um tratado com os portugueses estava a abdicar da sua soberania. O soberano concordara em deixar que os portugueses se estabelecessem ao longo da costa e que construíssem uma fortaleza, onde os seus bens pessoais e comerciais podiam ser guardados a salvo de ataques e pilhagens. No entanto, o rei não havia se submetido ao domínio português. As relações iniciais haviam sido amistosas, mas rapidamente se deterioraram. Ao fim de alguns dias, súbditos do rei de Benguela atacaram soldados portugueses que se encontravam a pescar, e, controlando as suas armas, mataram os restantes soldados que se encontravam na fortaleza, poupando a vida apenas a dois homens que fugiram para Luanda. Durante o ataque Lopes Peixoto foi morto, o que deteve temporariamente a febre colonizadora a sul do Cuanza. A Coroa Portuguesa, que enfrentava simultaneamente conflitos no Congo, cessou de enviar tropas para Benguela-Velha até 1617, focada na sua relação com as elites políticas e económicas do Dongo e do Congo.
Domingos de Abreu de Brito visitou a colónia de Angola em 1590-1591, constatando a importância do comércio com Benguela-Velha. No seu relatório, Abreu de Brito recomendou à Coroa Portuguesa a separação dos impostos recolhidos nos portos de Benguela-Velha e Luanda, com vista a se poder perceber o exacto valor e importância do comércio de escravos em cada um daqueles portos. Também aconselhou Portugal a nomear um governador com autonomia em relação aos assuntos angolanos, e à aquisição de três galeotas para levarem a cabo o comércio entre Benguela-Velha e Luanda.
Relatos sobre a existência de minas de ouro e marfim levaram a Coroa Portuguesa a considerar o envio de novas expedições com o fim de reocupar o porto. Em 1611, Filipe II relata a abundância de cobre em Benguela-Velha. De acordo com o monarca, o cobre poderia ser enviado para o Brasil em navios negreiros, sem qualquer custo adicional. No porto de Benguela-Velha os escravos podiam ser adquiridos com maior lucro que em Angola, para benefício da Coroa. É igualmente referido que a alta densidade populacional favorecia a captura de escravos, e que o marfim conseguia encontrar mercado em outros locais.
O local foi abandonado pelos portugueses após o assassinato de Lopes Peixoto, continuando a ser habitado pela população nativa. Um marinheiro inglês, Andrew Battell, visitou o local em 1600-1601, relatando que a população que aí vivia era chamada de Endalanbondos, não possuíam qualquer forma de governo e haviam sido profundamente afectados por ataques dos imbangalas, e razias com o fim de capturar pessoas e gado. Os habitantes locais foram ainda descritos como "muito traiçoeiros, e aqueles que negociarem com esta gente têm de olhar pela sua própria segurança". Nas poucas ocasiões que os imbangalas são mencionados em fontes primárias, são-no geralmente com relação a Benguela-Velha e não a Benguela.
Além das dificuldades à colonização efetiva, não houve a possibilidade da exploração econômica em larga escala da região como se previu, nem a localização de Benguela-Velha foi a mais favorável, pela existência de pântanos (lagos Tortombo, uma planície alagadiça no centro de Porto Amboim) e de um subsolo cujo principal recurso era o cobre, de qualidade aquém da esperada. Em 1617 uma nova colónia foi construida mais a sul, no local do Forte de São Filipe de Benguela, actual cidade de Benguela.
Em 1771 os portugueses voltaram ao local primitivo, onde então existia uma aldeia chamada Quissonde, reerguendo aí a povoação de Benguela Velha que, em 1923, teve a sua designação alterada para Porto Amboim.